# Rock Lee
Rock Lee (jap. ロック・リーの青春フルパワー忍伝, Rokku Rī no Seishun Furu Pawā Ninden für Rock Lee no Seishun Full-Power Ninden) ist eine Manga-Serie des japanischen Zeichners Kenji Taira, die zwischen 2011 und 2014 in Japan erschien. Die Serie ist ein Ableger von Naruto von Masashi Kishimoto und dreht sich um die darin vorkommende Figur des Rock Lee. Sie wurde 2012/3 als Anime-Fernsehserie adaptiert und in mehrere Sprachen übersetzt. Das Werk ist in die Genres Shōnen, Action und Comedy einzuordnen. Die Geschichte handelt über den jungen Rock Lee und seinen Lebenslauf und Rivalität mit Naruto Uzumaki und Sasuke Uchiha, denn Rock Lee schwärmt für die junge Sakura Haruno die aber Sasuke Uchiha liebt.

## Inhalt
Die Serie erzählt kurze Episoden aus dem Leben des jungen Ninjas Rock Lee. So muss er gemeinsam mit Tenten und Neji Hyūga, mit denen er ein Team bildet, das von Mighty Guy ausgebildet wird, Aufgaben erledigen. Auch Lees unerwiderte Liebe zu Sakura Haruno und seine Rivalität mit Naruto Uzumaki sind wiederkehrende Themen.

## Veröffentlichung
Der Manga erscheint seit der Erstausgabe des Magazins Saikyō Jump vom 4. Dezember 2011 des Verlags Shūeisha. Die Einzelkapitel kamen auch in sieben Sammelbänden heraus.
Eine deutsche Fassung wurde von Carlsen Comics zwischen Juli 2013 und Januar 2016 veröffentlicht. Der Verlag brauchte die Reihe zwischen August 2023 und März 2024 auch in insgesamt drei Doppelbänden heraus. Eine französische Fassung erschien bei Kazé.

## Anime
2012 produzierte das Studio Pierrot die Anime-Fernsehserie Naruto SD: Rock Lee no Seishun Full-Power Ninden im SD-Stil auf Grundlage des Mangas. Regie führte zunächst Masahiko Murata, ab Folge 27 dann Gorō Sessha. Kento Shimoyama entwarf das Konzept, von Chiyuki Tanaka stammt das Charakterdesign. Für die künstlerische Leitung war Sawako Takagi verantwortlich. Insgesamt entstanden 51 Folgen.
Die Serie wurde ab dem 3. April 2012 von TV Tokyo in Japan ausgestrahlt, bei Crunchyroll wurden die Folgen zeitgleich mit englischen Untertiteln gestreamt in Nordamerika, dem Vereinigten Königreich und Irland, Australien und Neuseeland, Südafrika, die Niederlande, sowie Skandinavien. Später erschienen die Folgen auch auf DVD. Viz Media lizenzierte die Serie für Südamerika.
Der Anime erschien zwischen dem 24. Januar 2018 und 24. Januar 2019 in insgesamt vier Volumes bei KSM Anime unter dem Titel Naruto Spin Off! Rock Lee und seine Ninja Kumpels auf DVD und Blu-ray mit deutscher und japanischer Synchronisation.

### Synchronisation
| Rolle          | Japanische Stimme | Deutsche Stimme      |
| -------------- | ----------------- | -------------------- |
| Rock Lee       | Yoichi Masukawa   | Tim Kreuer           |
| Naruto Uzumaki | Junko Takeuchi    | Henning Nöhren       |
| Sakura Haruno  | Chie Nakamura     | Katharina von Keller |
| Kakashi Hatake | Kazuhiko Inoue    | Martin May           |
| Tenten         | Yukari Tamura     | Saskia Bellahn       |
| Neji Hyūga     | Kōichi Toochika   | Tim Knauer           |
| Mighty Guy     | Masashi Ebara     | Eberhard Haar        |

### Musik
Die Musik der Serie wurde komponiert von Jun Abe und Seiji Muto. Für die Vorspanne verwendete man die Lieder Give Lee Give Lee Rock Lee von Animetal USA und Hironobu Kageyama und Love Song von Okamoto's. Die Abspanne wurden mit folgenden Titeln unterlegt:
- Twinkle Twinkle von Secret
- Go! Go! Here We Go! von Shiritsu Ebisu Chugaku
- Daijōbu Bokura von Ram Wire
- Icha Icha Chu Chu Kyappi Kyappi Love Love Suri Suri Doki Doki von Happy Birthday